# Neoeuscelus lar
Neoeuscelus lar là một loài bọ cánh cứng trong họ Attelabidae. Loài này được Voss miêu tả khoa học năm 1925.